# Jessie Tarbox Bealsová

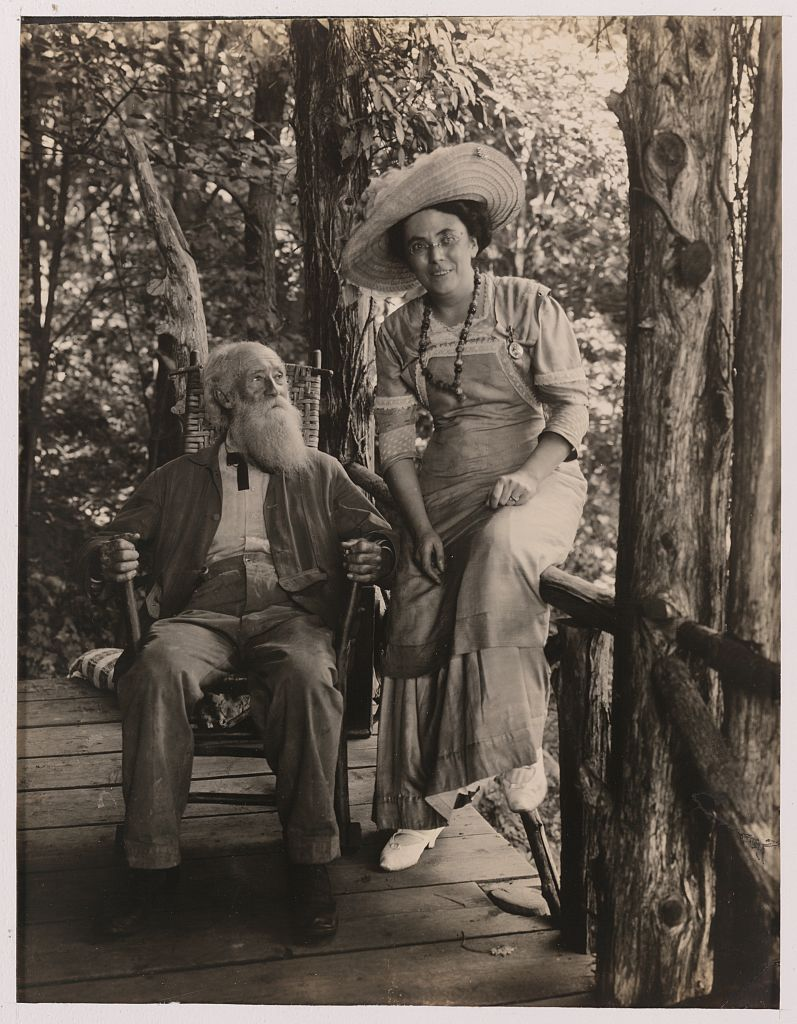
Jessie Tarbox Beals s Johnem Burroughsem, 1908

Jessie Tarbox Bealsová (nepřechýleně Beals; 23. prosince 1870, Hamilton – 30. května 1942, New York) byla americká fotografka, první fotoreportérka publikující svá díla ve Spojených státech a první noční fotografka. Je nejznámější díky svým nezávislým zpravodajským fotografiím, zejména z roku 1904 ze světové výstavy v St. Louis, a snímky míst, jako je Bohemian Greenwich Village. Typickým rukopisem její práce bylo, jak sama o sobě říká, „vyznat se v tlačenici“ a její houževnatost při překonávání genderových bariér ve své profesi.

## Životopis
Bealsová se narodila jako Jessie Richmond Tarboxová 23. prosince 1870 v Hamiltonu v Ontariu, jako nejmladší dítě Johna Nathaniela Tarboxe a Marie Antoinetty Bassettové. John Tarbox byl výrobcem šicích strojů a jeho partnerství s největší společností v Kanadě na výrobu šicích strojů pomohlo rodině Tarboxů zbohatnout. Když bylo Jessii sedm, její otec kvůli špatné investici ztratil všechny své úspory a začal těžce pít. Nakonec na naléhání Jessiiny matky odešel z domu, a matka poté vyšívala a prodávala některé věci rodiny, aby udržovala rodinný příjem.
Jessie byla „bystré a předčasně vyspělé dítě“ a ve škole si vedla dobře. Ve čtrnácti letech byla přijata na vysokoškolský institut v Ontariu a v sedmnácti získala učitelský certifikát. Začala učit v školní budově s jednou místností ve Williamsburgu v Massachusetts, kde v té době také žil její bratr Paul. V roce 1888 Beals vyhrála cenu za předplatné prostřednictvím časopisu Youth's Companion. Fotografická kamera byla malá a poněkud primitivní, ale Beals ji začala používat k fotografování svých studentů a jejich okolí. Beals brzy koupila kvalitnější fotoaparát Kodak a před svým domem zřídila první fotografické studio ve Williamsburgu, ačkoli fotografie zůstávala převážně jejím vedlejším koníčkem.

## Fotografická kariéra
V roce 1893 Beals nastoupila na novou učitelskou pozici v Greenfieldu ve státě Massachusetts a navštívila světovou kolumbijskou výstavu v Chicagu. Na výstavě po setkání s Frances Benjamin Johnstonovou a Gertrude Käsebierovou projevila zájem o cestování a fotografování.
V roce 1897 si Beals vzala Alfreda Tennysona Bealse, absolventa a továrního strojníka Amherstu.
V roce 1899 získala Beals svůj první profesionální úkol, když ji magazín The Boston Post požádal, aby fotografovala státní vězení v Massachusetts. Beals naučila Alfreda základy fotografie a z manželského páru se v roce 1900 stali cestovní fotografové, s Alfredem jako asistentem v temné komoře. V tomto roce Beals také získala svůj první úvěrový limit za své fotografie v publikaci Windham County Reformer.
V roce 1901 byly prostředky společnosti Beals vyčerpány a přesídlily do Buffala v New Yorku. Později téhož roku byl Beals najat jako fotograf zaměstnanců Buffalo Inquirer a The Buffalo Courier poté, co na redaktora zapůsobil fotografií kachen kolísajících se v řadě s názvem „On to Albany“. Tato pozice z ní udělala první fotoreportérku a noviny a občané Buffala ji dobře pokládali. V publikacích pracovala až do roku 1904, kdy odešla fotografovat na světovou výstavu.
Fotoreportáž byla fyzicky náročná, často riskantní práce, ale Beals prováděla úkoly v šatech po kotníky a velkých kloboucích, s fotografickou kamerou na skleněné desky o rozměrech 8 x 10 palců a dalších 50 liber vybavení. Během jednoho úkolu pro soud s vraždou Edwina L. Burdicka v Buffalu porušila Beals pravidlo, které zakazovalo fotografování u soudu tím, že vyšplhala na vysokou knihovnu u okna a pořídila snímek soudní síně, ještě před tím než byla odhalena.

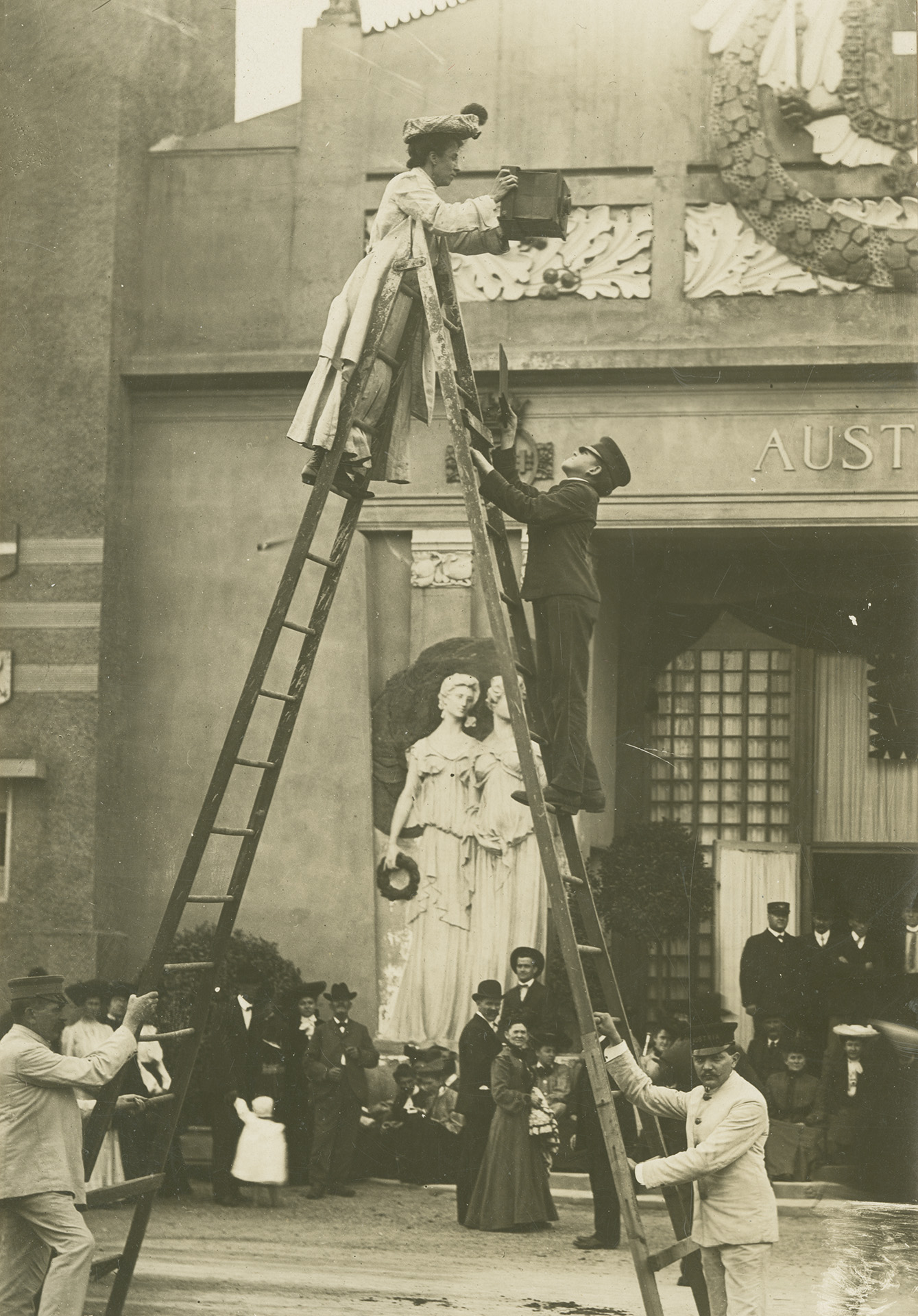
Jessie Tarbox Beals před budovou rakouské vlády na Světové výstavě v Louisianě, 1904, želatinový stříbrný tisk, oddělení obrazových sbírek, Národní galerie umělecké knihovny, Washington, DC.

V roce 1904 byla Beals poslána na zahájení Světové výstavy v Louisianě v St. Louis v Missouri. Tam Beals přesvědčila úředníky, aby jí dali povolení k fotografování pro tisk, vyšplhala po žebříku a skočila do horkovzdušného balónu, jen aby získala fotografie, které ji zajímaly. Velmi se zajímala o domorodé národy, což vedlo k zachycení mnoha spontánních snímků, které rozhodně nezapadaly do převládajícího názoru o rasovém a vývojovém pokroku. Měla jiný styl než většina zpravodajských fotografů své doby, zaměřila se na sérii snímků, které byly později použity spíše jako inspirace a ilustrace pro psaní příběhů, než naopak. Beals díky svému dravému přístupu získala pozici oficiální fotografky veletrhu New York Herald, Leslie's Weekly a Tribune a také propagačního oddělení veletrhu. Z této události pořídila více než 3 500 fotografií a 45 000 tisků.
Kromě fotografování různých exponátů na veletrhu Beals zachytila také momentní fotografii prezidenta Theodora Roosevelta. Toto první setkání jí vyneslo speciální povolení fotografovat Roosevelta a Rough Riders (Odvážné jezdce) na jejich setkání v San Antoniu v Texasu v roce 1905.

### Studio na Sixth Avenue
V roce 1905 otevřela Beals své vlastní studio na Sixth Avenue v New Yorku. Beals pokračovala v přijímání nejrůznějších fotografických úkolů, od záběrů automobilových závodů a portrétů postav společnosti, až po své známé fotografie Bohemian Greenwich Village a newyorských slumů. V průběhu let Beals také fotografovala několik prezidentů a celebrit, včetně osobností jako byli například: Coolidge, Hoover a Taft, Mark Twain, Edna St. Vincent Millay nebo Emily Post.
Zatímco kariéra Bealsové vzkvétala, její manželství se potýkalo s problémy. V roce 1911 porodila Beals dceru Nanette Tarbox Beals, pravděpodobně z jiného vztahu. Beals svého manžela opustila až v roce 1917.

### Ateliér a galerie v Greenwich Village
Přestěhovala se do Greenwich Village a v roce 1920 otevřela nové fotografické studio a galerii. Několik let Beals střídala práci a péči o Nanette, která také trpěla revmatoidní artritidou a byla často hospitalizována, nakonec se rozhodla poslat Nanette do táborů a soukromých internátů po celý rok. Nanette později žila polotrvale u jednoho ze starých přátel Bealsových.

## Pozdější léta
Jak se ve 20. letech zvýšil počet fotografek, Beals přesunula své zaměření na veřejné přednášky a specializovala se na fotografování předměstských zahrad a statků bohatých východních obyvatel (East Coasters).
V roce 1928 se s Nanette přestěhovali do Kalifornie, kde Beals fotografovala hollywoodské statky. Velká hospodářská krize přinesla Beals a Nanette zpět do New Yorku v roce 1933, kde Beals žila a pracovala v Greenwich Village.
Beals postupně upadla do chudoby, léta bohatého života a důsledky deprese si vyžádaly svou daň. Zemřela 30. května 1942 v nemocnici Bellevue ve věku 71 let.
Její fotografie a tisky jsou ve sbírkách v Knihovny Kongresu, Harvardovy Univerzity, New-York Historical Society a Americké přírodovědné muzeum. V roce 1982 obdržela Schlesingerova knihovna v Radcliffe Bealsovy dokumenty a fotografie od její dcery Nanette Beals Brainerdové.

## Galerie

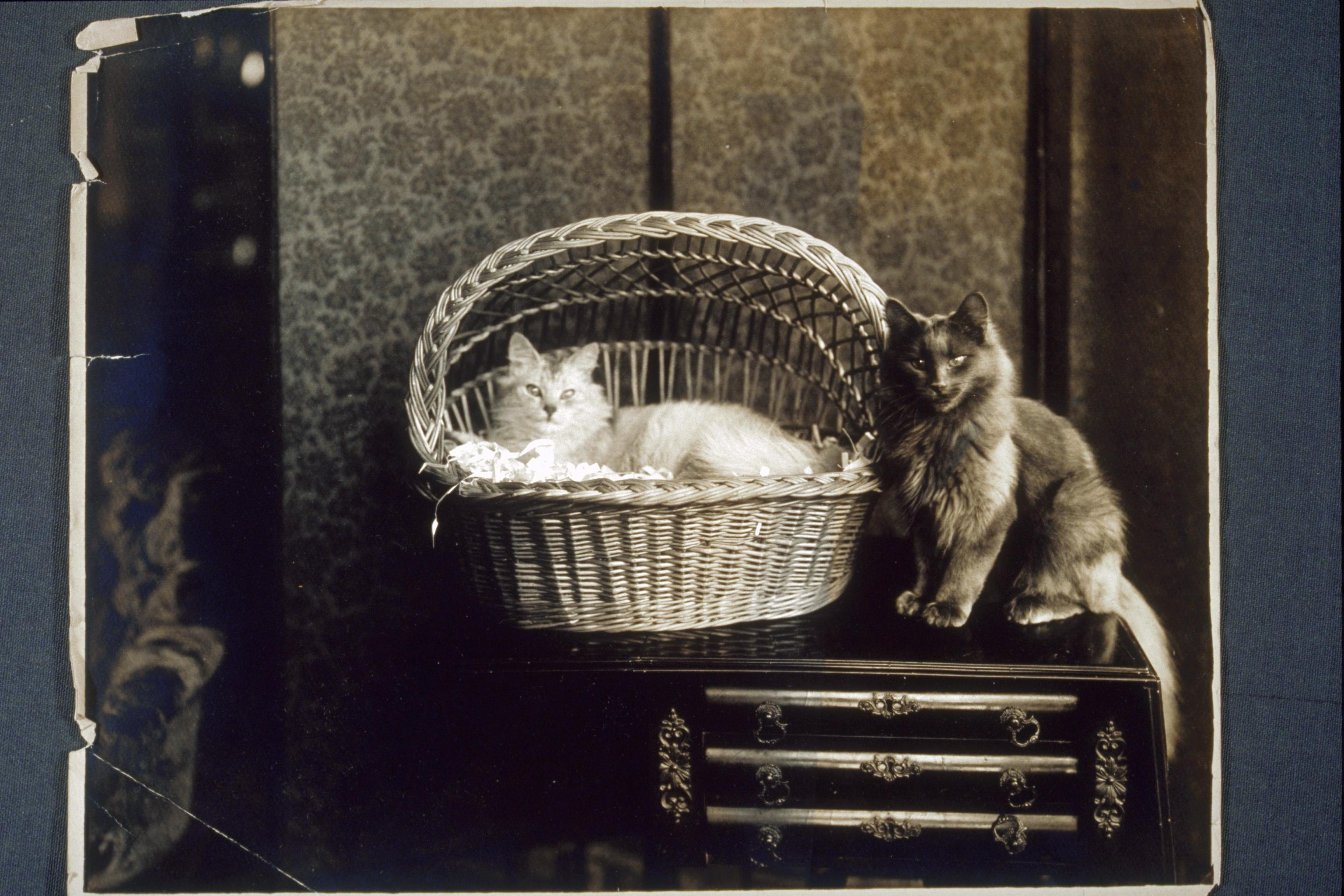
Unidentified cat (reclined in a wicker basket filled with shredded paper) and "Boy Blue" on top of a table
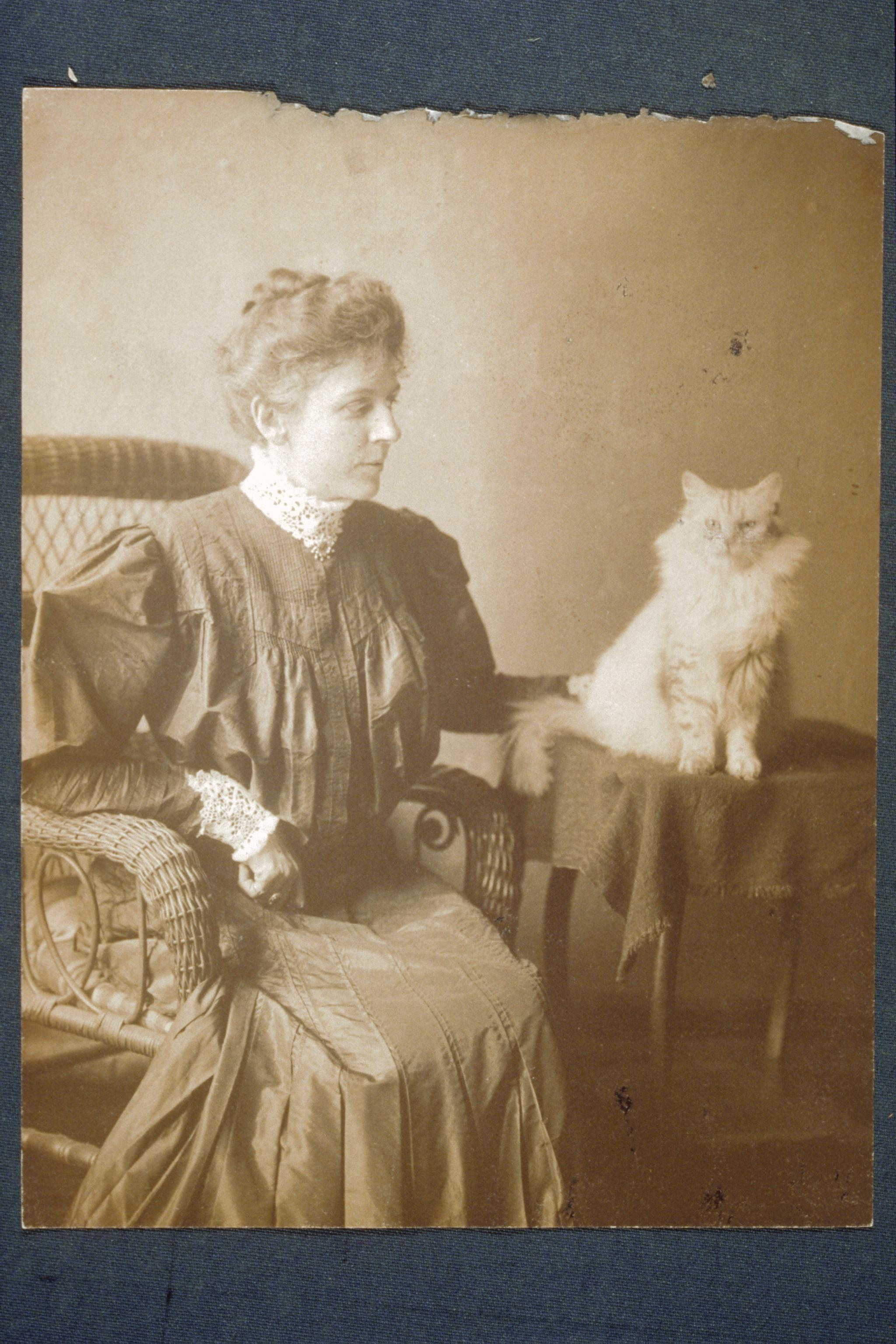
Unidentified woman seated indoors on a wicker chair next to her cat (seated on a small table beside the chair). Woman is looking at her cat, and has her hand on his back, asi 1905-1910
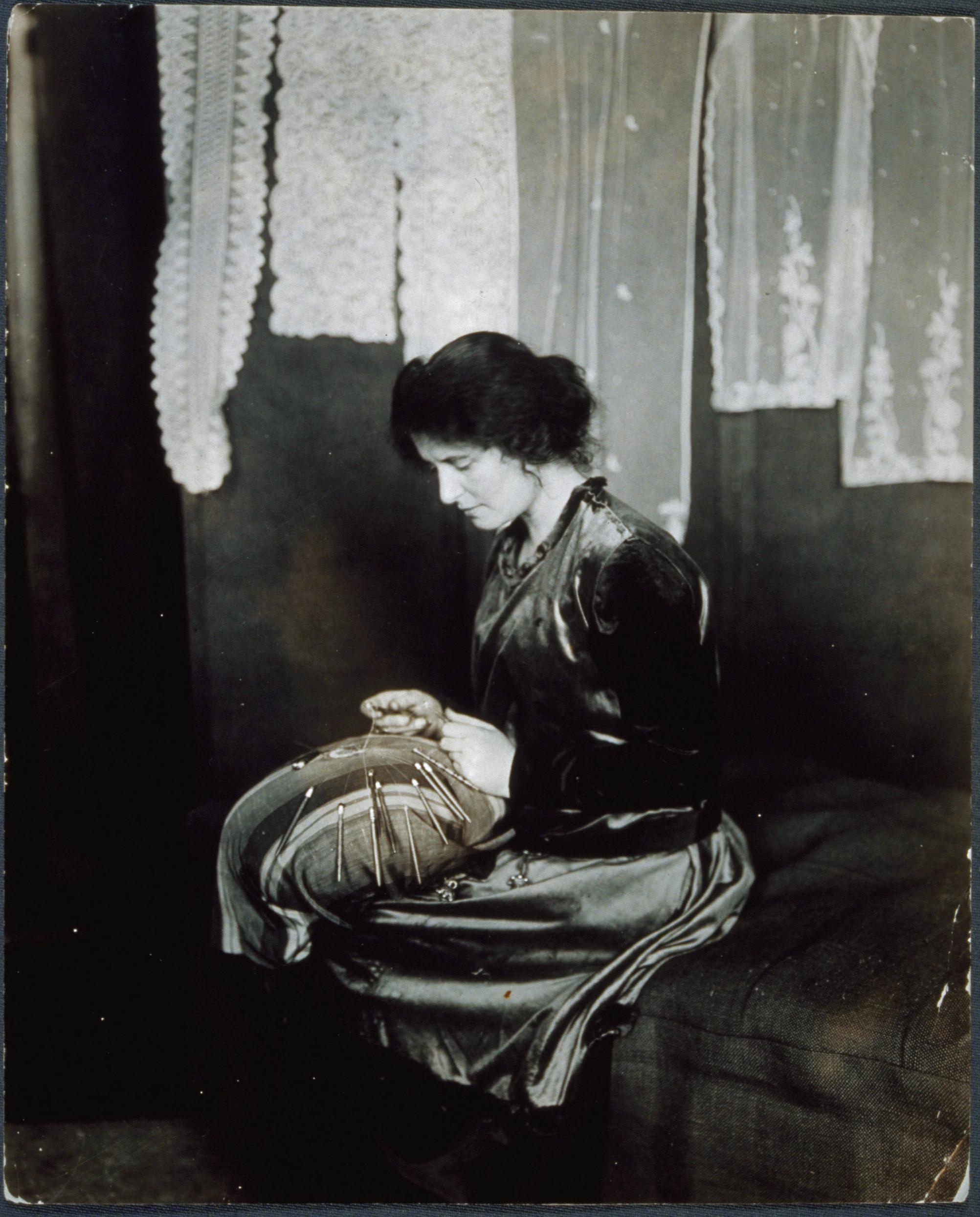
Portrait of Miss Povry, asi 1918-1920
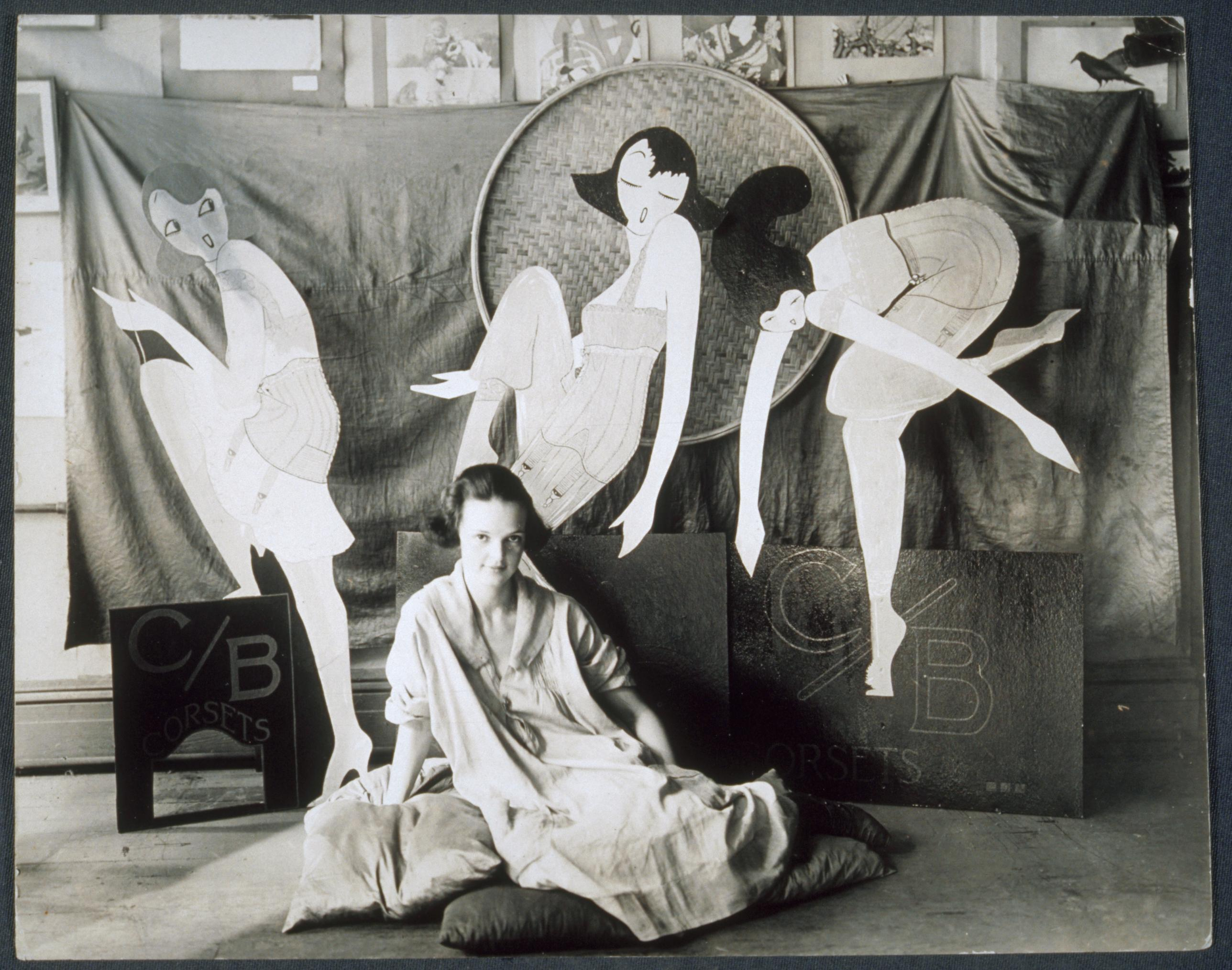
Linn's Shop, Greenwich Village
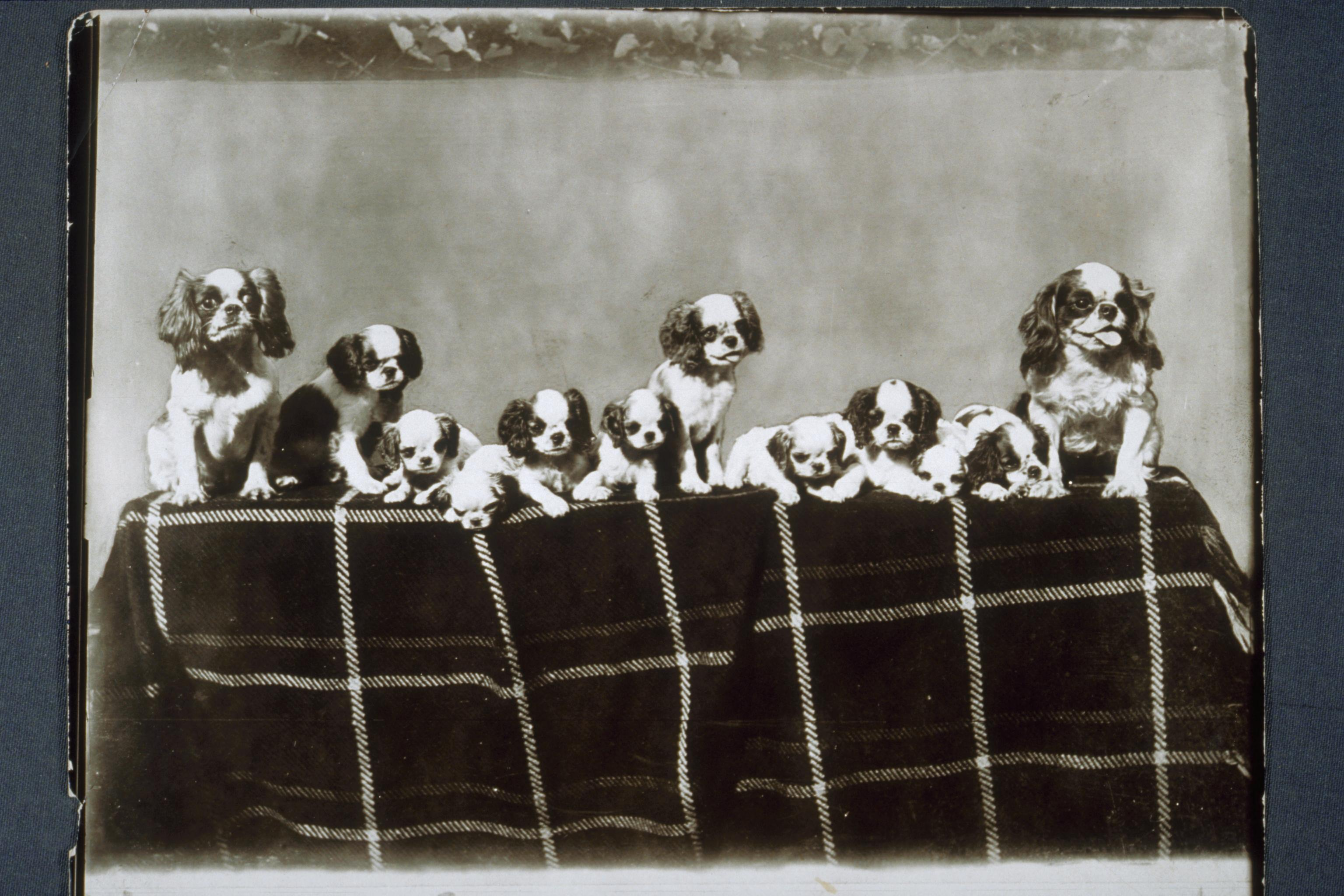
Litter of Cocker Spaniels positioned in a row on top of a table. Dogs vary in age from a couple of weeks to six months(?), asi 1905-1910
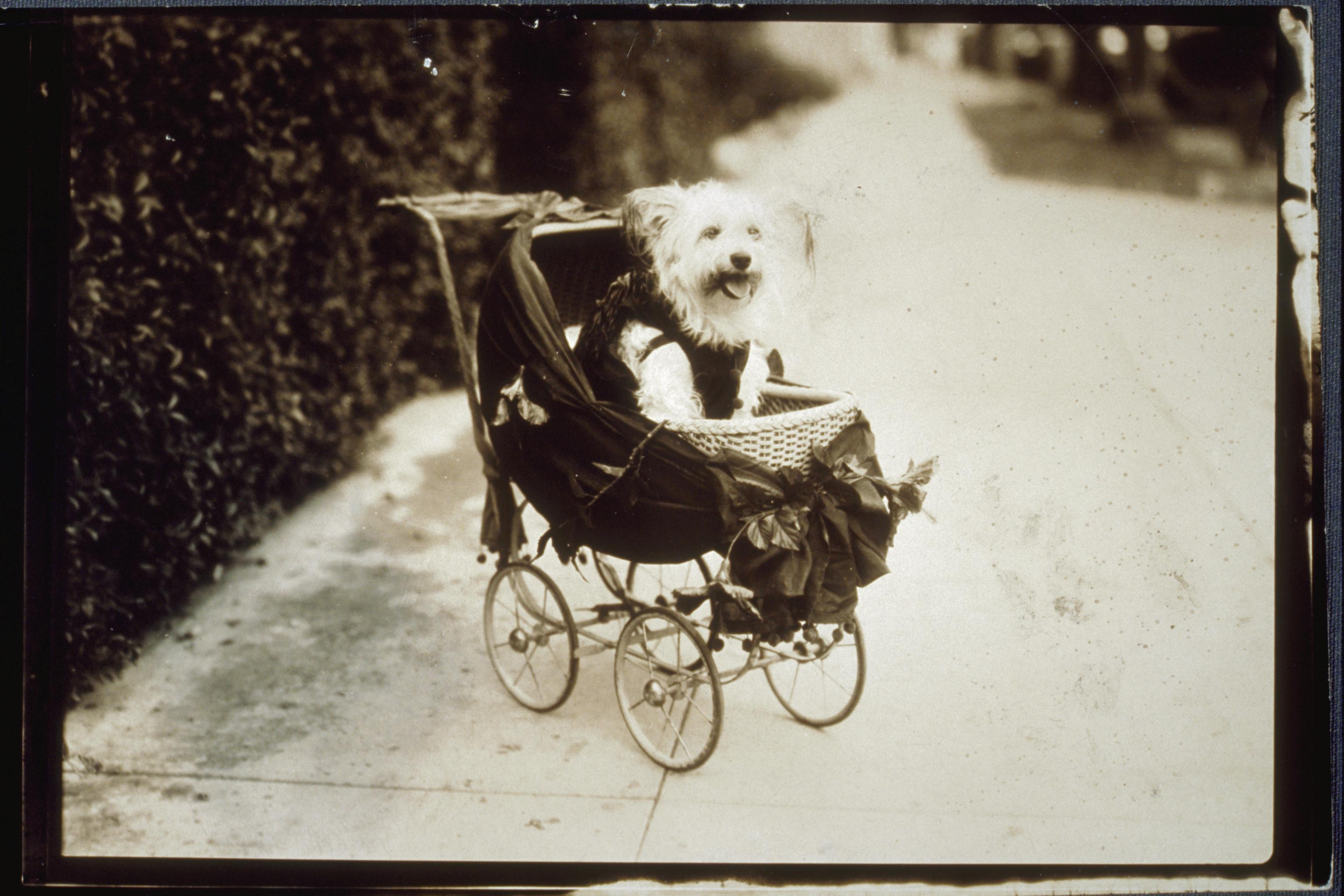
Dog (West Highland White Terrier?) seated in a decorated baby carriage, on a sidewalk. Dog is dressed in a sweater, asi 1905-1910
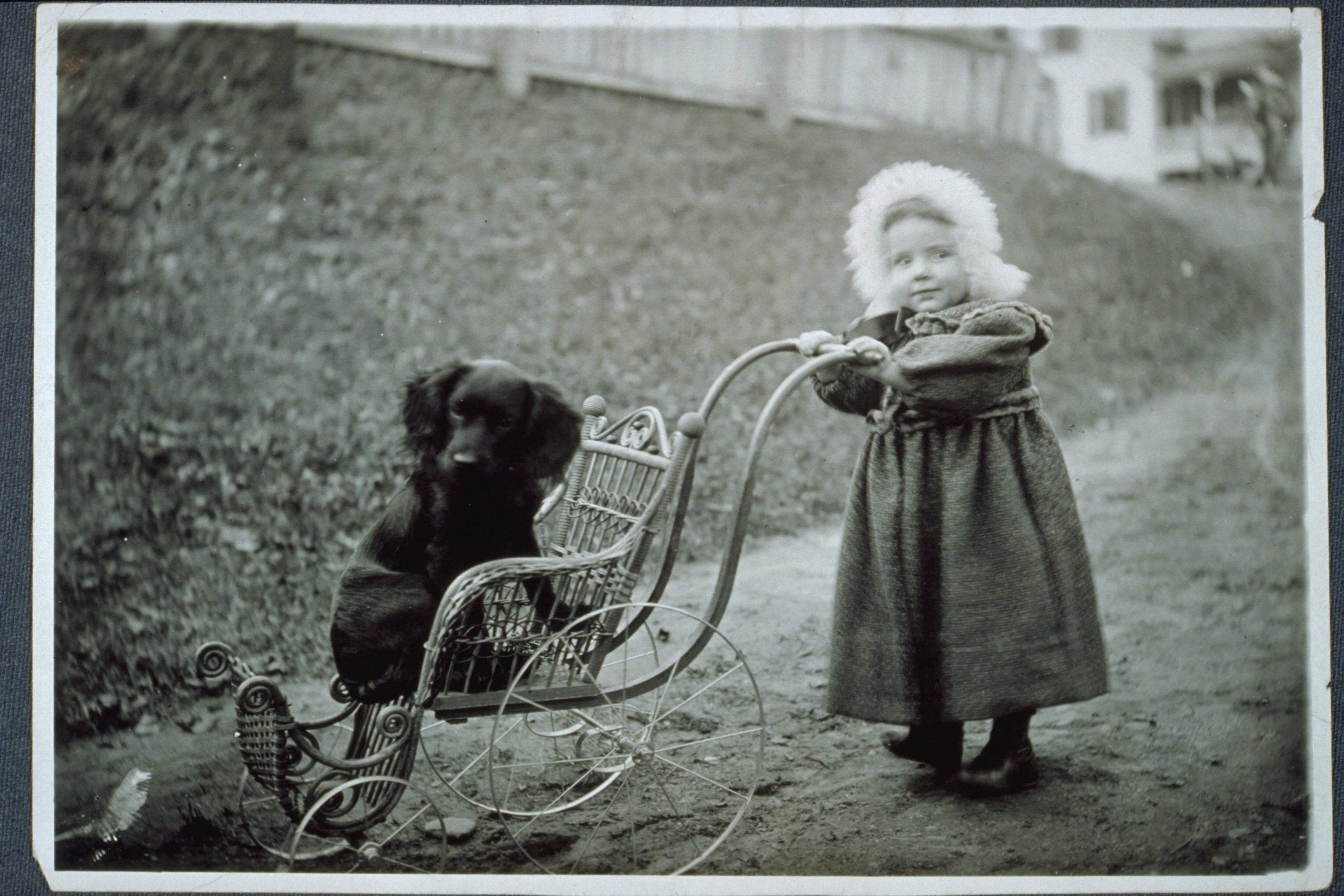
Child pushing her pet dog in a baby carriage along a dirt path. She is wearing a coat and fur-trimmed hat, asi 1908-1918
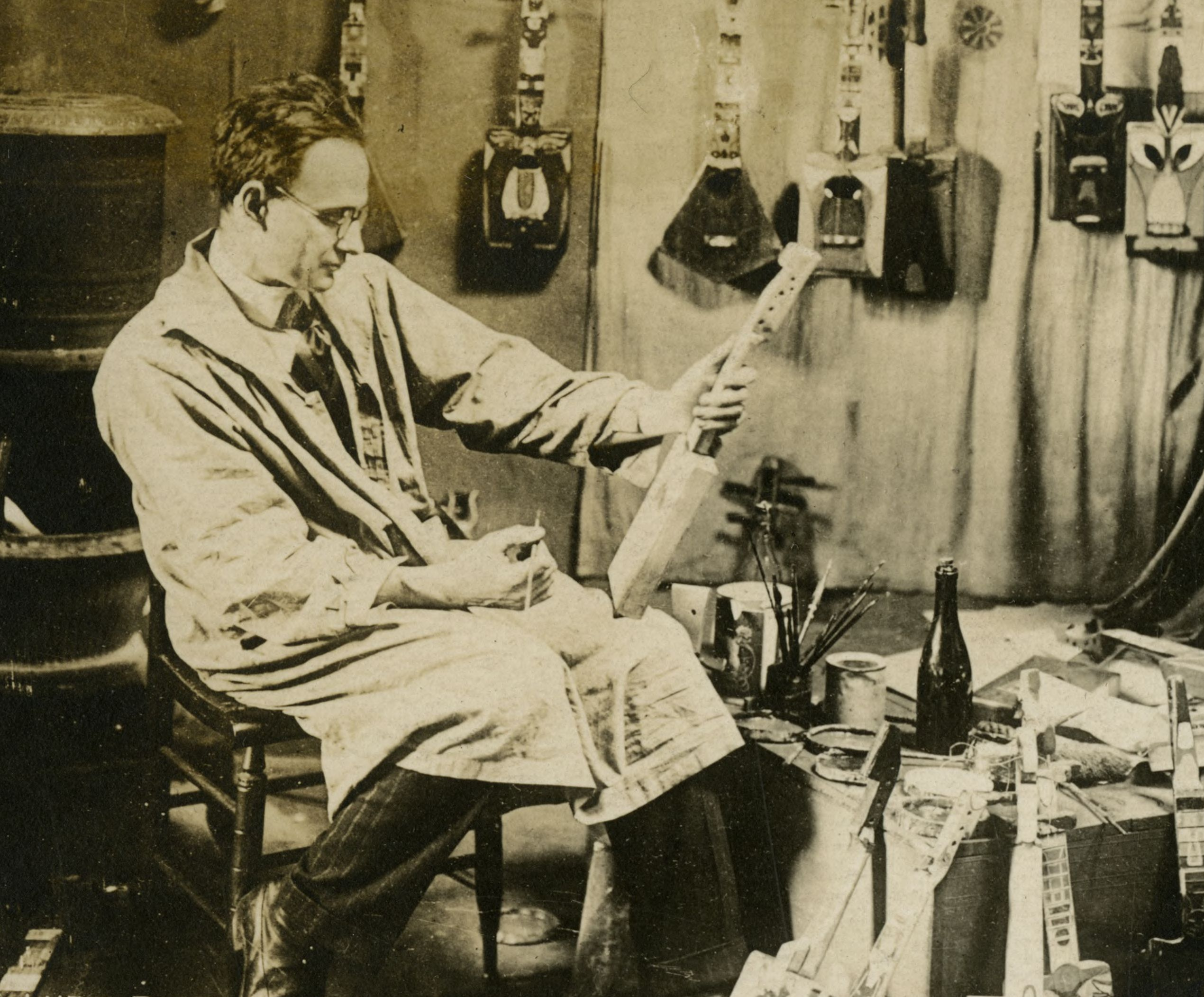
Bobby Edwards creating ukeleles
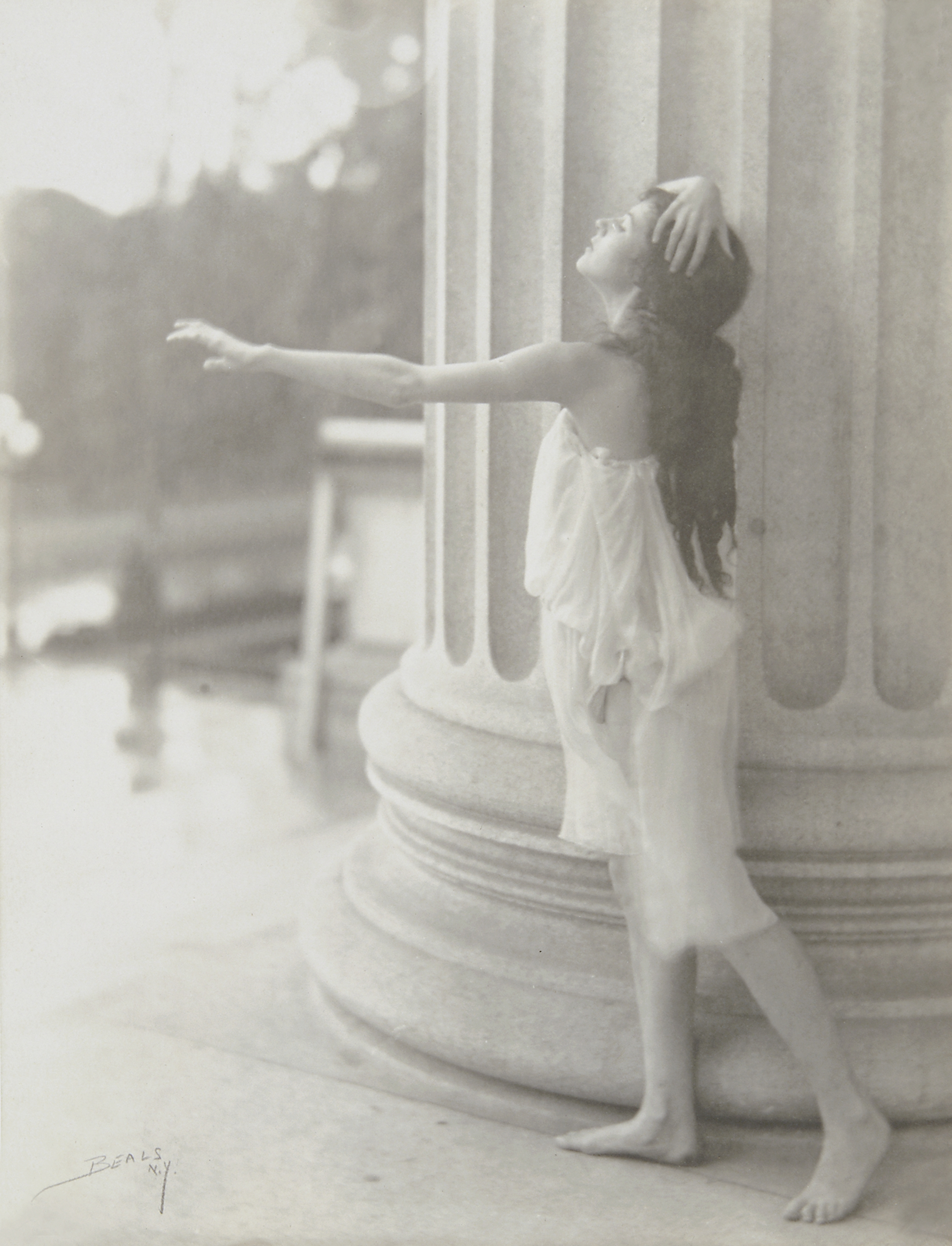
Beals Pagent Of The Civic Players Of Minneapolis MIA
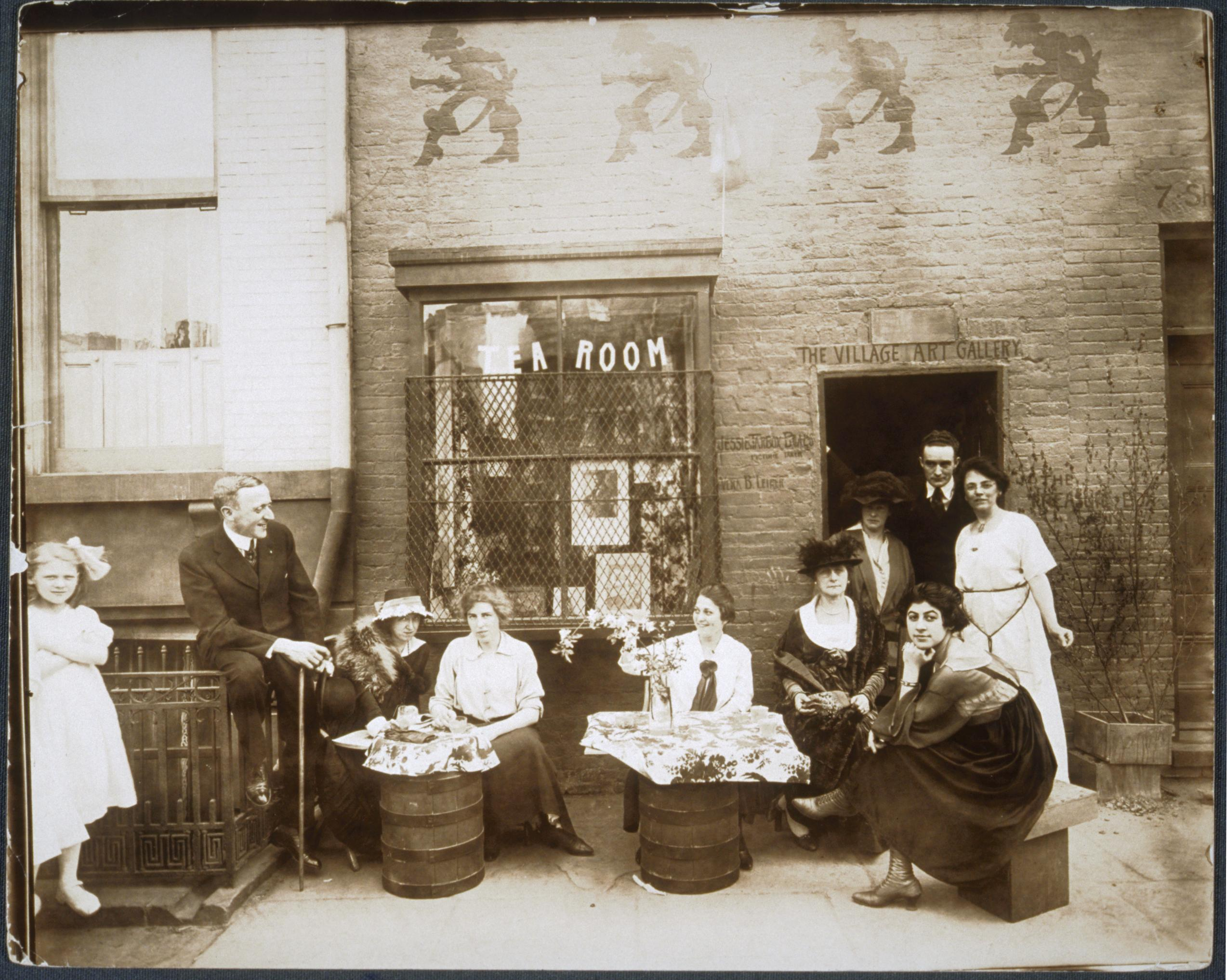
Beals standing in the gallery doorway, 1917
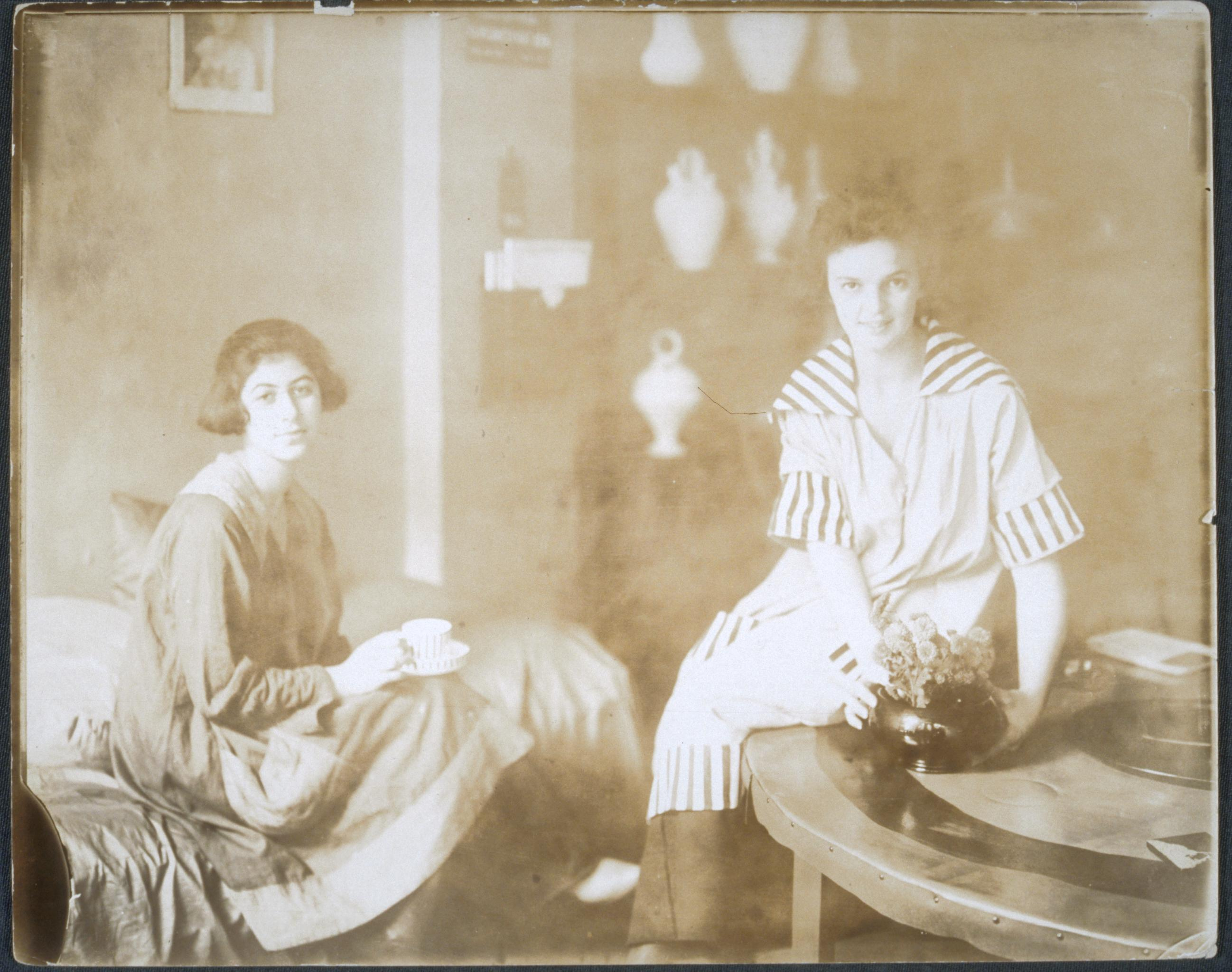
Group portrait of Joan and Lin seated in their shop, asi 1917-1925
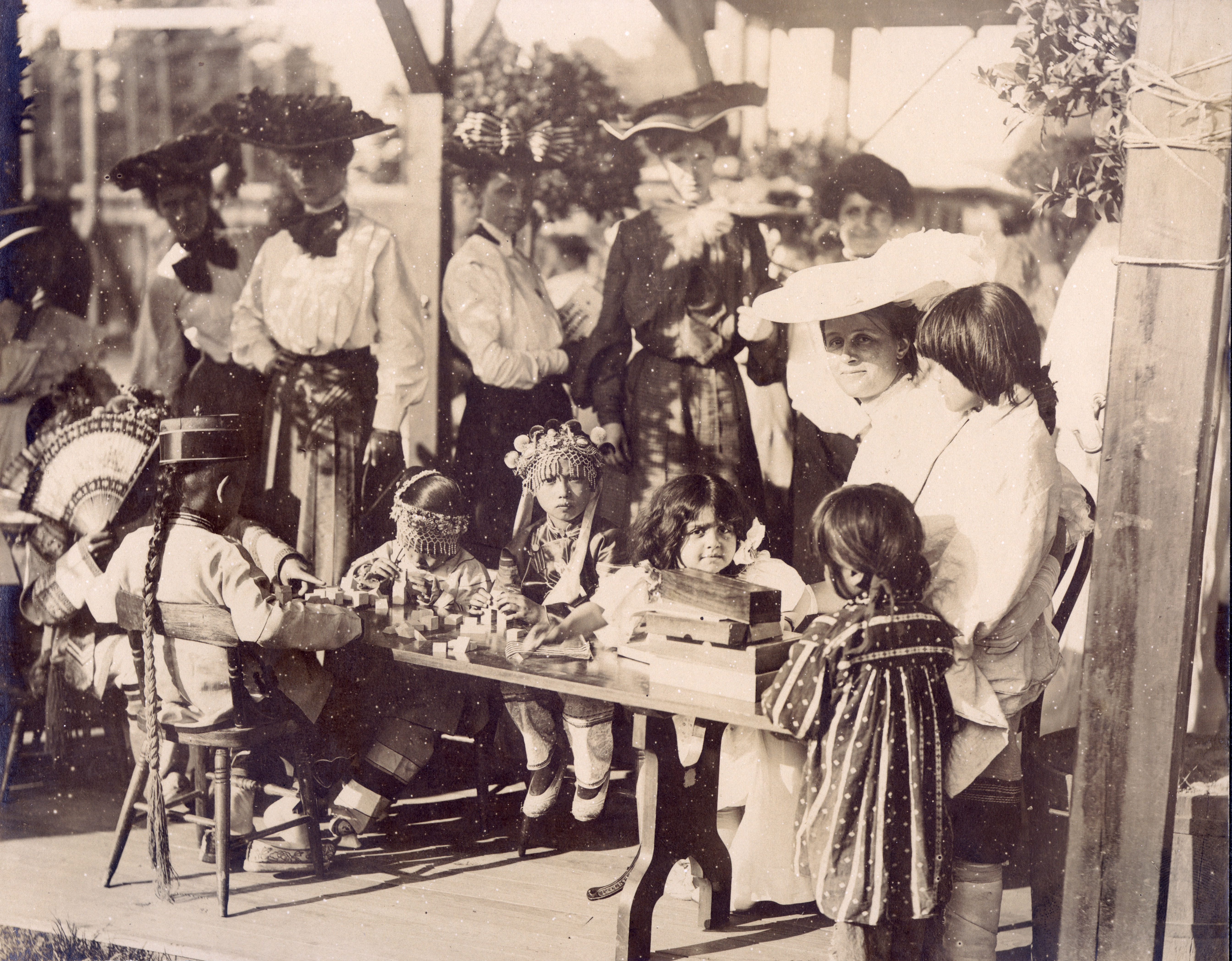
Model Playgrounds at the 1904 World's Fair. Children seated at a table playing with blocks. "Rosie of the Orient" third from right
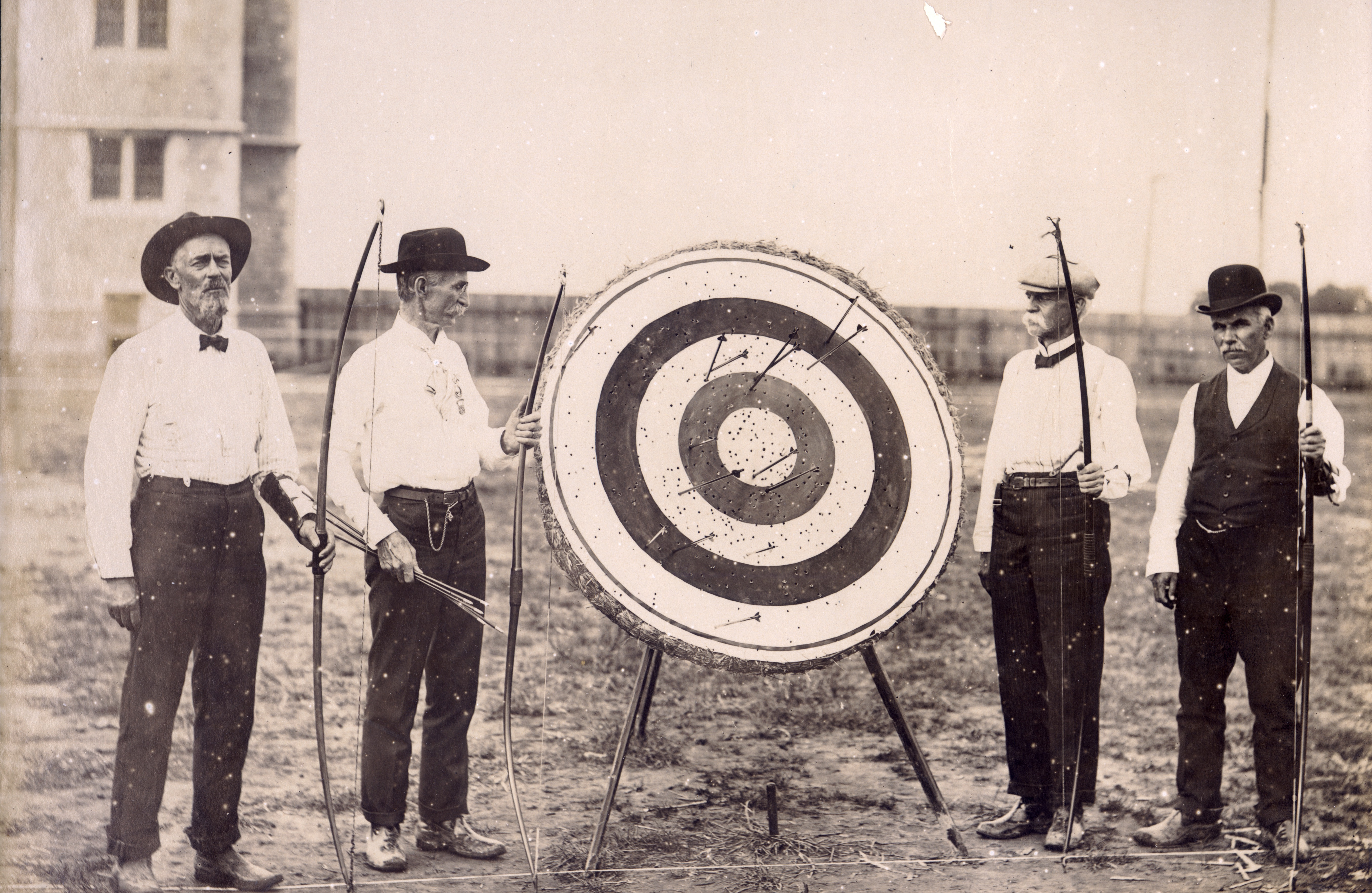
National Archery Contest Team competition at the 1904 Olympics
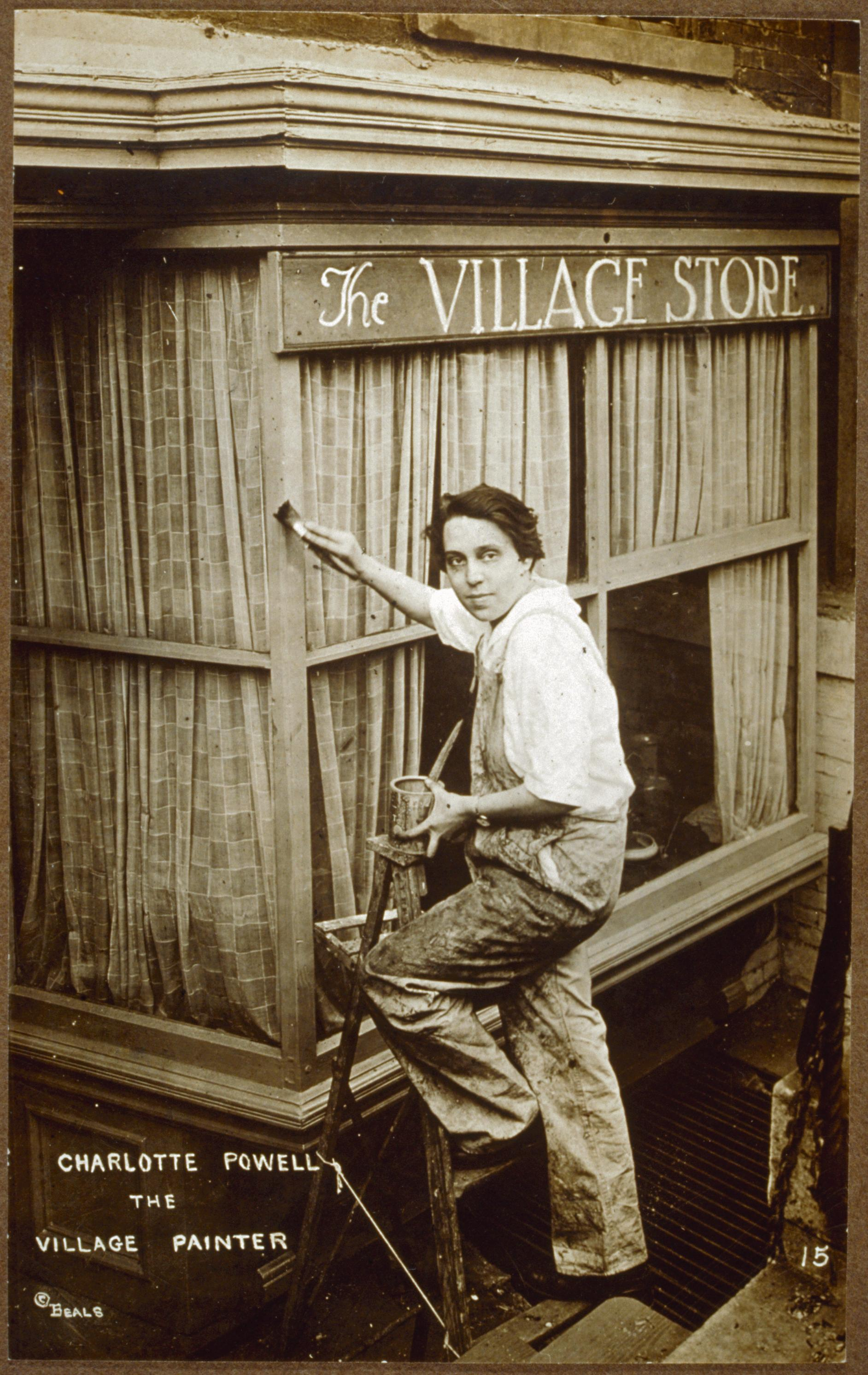
Portrait of Charlotte Powell standing on a ladder and painting the exterior of The Village Store, Sheridan Square, asi 1915-1926